# Station Dourdan
Dourdan is een station aan lijn C van het RER-netwerk gelegen in de Franse gemeente Dourdan in het departement Essonne.